# Sougé-le-Ganelon
Sougé-le-Ganelon är en kommun i departementet Sarthe i regionen Pays de la Loire i nordvästra Frankrike. Kommunen ligger i kantonen Fresnay-sur-Sarthe som tillhör arrondissementet Mamers. År 2022 hade Sougé-le-Ganelon 832 invånare.

## Befolkningsutveckling
Antalet invånare i kommunen Sougé-le-Ganelon
| Referens: INSEE |